# Lac Great Moose
Le lac Great Moose est un lac des États-Unis situé dans le comté de Somerset près de la ville de Hartland (Maine) et de Harmony. Il est la source de la rivière Sébasticook, et un affluent de la rivière Kennebec. 